# Dirka po Ardenih
Dirka po Ardenih je bila ena prvih avtomobilističnih dirk, ki je potekala med letoma 1902 in 1907 v belgijskih Ardenih.

## Zmagovalci
| Leto | Zmagovalec                           | Dirkalnik        | Poročilo |
| ---- | ------------------------------------ | ---------------- | -------- |
| 1907 | Pierre de Caters                     | Mercedes         | Poročilo |
| 1906 | Arthur Duray                         | de Dietrich      | Poročilo |
| 1905 | Victor Hémery                        | Darracq          | Poročilo |
| 1904 | George Heath                         | Panhard-Levassor | Poročilo |
| 1903 | Pierre de Crawhez (Težki dirkalniki) | Panhard-Levassor | Poročilo |
| 1903 | Paul Baras (Lahki dirkalniki)        | Darracq          | Poročilo |
| 1903 | Louis Wagner (Voiturette)            | Darracq          | Poročilo |
| 1902 | Charles Jarrott                      | Panhard-Levassor | Poročilo |